# Rechberghausen
Rechberghausen település Németországban, azon belül Baden-Württembergben. Lakosainak száma 5496 fő (2023. december 31.).

## Népesség
A település népessége az elmúlt években az alábbi módon változott:
| Lakosok száma | 4867 | 5479 | 5426 | 5426 | 5420 | 5471 | 5496 |
|               | 1975 | 2017 | 2018 | 2019 | 2021 | 2022 | 2023 |